# Splice
Splice (bra: Splice - A Nova Espécie; prt: Splice - Mutante, ou apenas Mutante) é um filme franco-canado-estadunidense de 2009, dos gêneros terror e ficção científica, dirigido por Vincenzo Natali e estrelado por Adrien Brody, Sarah Polley, e Delphine Chanéac.

## Enredo
Os engenheiros genéticos Clive Nicoli (Adrien Brody) e Elsa Kast (Sarah Polley) esperam atingir a fama com manipulação genética para a produção de proteínas de uso médico na empresa NERD (abreviação de Nucleic Exchange Research and Development). Seu trabalho anterior havia resultado em Fred, uma criatura vermiforme do tamanho de um cachorro concebida como um companheiro para seu espécime do sexo feminino, Ginger. após o sucesso do acasalamento, Clive e Elsa planejam criar um híbrido humano-animal que pode revolucionar a ciência. Seus empregadores Joan Chorot (Simona Maicanescu) da NERD e William Barlow (David Hewlett) os proíbem de tentar esse experimento. Em vez disso, eles deveriam extrair de Fred e Ginger proteínas utilizadas para a produção de drogas comerciais. Mas Clive e Elsa prosseguem a sua própria agenda em segredo e desenvolvem uma criatura do sexo feminino viável (Abigail Chu).
Apesar de terem planejado terminar o híbrido antes de chegar a termo, A Elsa convence Clive a deixá-lo vivo. Eles descobrem que ela está a envelhecer a um ritmo muito acelerado, sendo capaz de atingir a idade adulta em apenas alguns meses. Elsa nomeia a criatura como "Dren" (Delphine Chanéac) e descobre que ela atingiu a fase de desenvolvimento mental equivalente à de uma criança humana. Elsa, posteriormente, se recusa a deixar Clive se referir a ela como um "espécime". Com medo de serem descobertos, eles transferem Dren para um novo local. Na sequência, a criatura tem uma febre perigosamente alta e, em uma tentativa de salvá-la, eles a colocam em uma grande pia industrial cheia de água fria para reduzir a temperatura corporal. Clive coloca a mão no pescoço de Dren e a empurra sob a água, aparentemente afogando-a. Neste momento, verifica-se que Dren é anfíbia e o roteiro não esclarece se Clive tinha a intenção de matá-la.
Enquanto estudam Dren, Elsa e Clive negligenciam seu trabalho com Fred e Ginger. Em uma apresentação do seu trabalho, Fred e Ginger selvagemente lutam até a morte. Posteriormente é descoberto que Ginger tinha mudado de forma espontânea a um homem, mas Elsa e Clive não perceberam porque eles se concentraram apenas em Dren.
Elsa estabelece uma ligação maternal com Dren. Porém, depois de Dren atacar o irmão de Clive, Gavin (Brandon McGibbon), eles a levam para uma fazenda isolada. Lá, Dren desenvolve tendências carnívoras e asas retráteis. Ela cresce na adolescência e demonstra aborrecimento ao ficar presa no celeiro, mas Elsa e Clive têm medo de deixá-la sair, pois ela pode ser descoberta. Clive percebe que o DNA humano usado para fazer Dren veio de Elsa, e não a partir de um doador anônimo como Elsa lhe dissera. Dren ataca Elsa e, então, a cientista remove o ferrão da criatura. Ela usa o tecido vivo do ferrão para isolar e sintetizar a proteína para os quais procuravam.
Em uma cena polêmica que quase foi removida do longa, Dren seduz Clive e Elsa os flagra fazendo sexo no celeiro. Desesperada, Elsa vai embora da fazenda, sendo seguida por Clive. Ele a acusa de nunca querer ter um filho por medo de perder o controle. Em vez da maternidade, ela teria escolhido a ciência, onde poderia conduzir experiências em que o controle estaria assegurado. Após a discussão, eles decidem que a única solução é acabar com a vida de Dren. O casal retorna para a fazenda, mas já a encontram a criatura morrendo.
William Barlow descobre DNA humano em amostras de proteína sintetizada e decide investigar. Elsa diz a Barlow que Dren está morta. Quando ele duvida dela, Elsa indica o local onde cadáver de Dren está enterrado. Quando Willian chega ao local da cova, o lugar está vazio. Eles descobrem que Dren sofreu metamorfose e se transformou em um homem alado. A criatura voa e ataca o grupo. Dren mata Barlow e Gavin. Após uma perseguição na mata, Dren estupra Elsa, sendo posteriormente assassinada por Clive, que também acaba morrendo no confronto.
Elsa é mais tarde informada por Joan que o corpo de Dren continha numerosos compostos bioquímicos e que a empresa começou o registro de patentes. Joan oferece a Elsa, agora grávida de Dren, uma grande soma de dinheiro para levar a gravidez adiante para aprofundar os estudos e a síntese de proteínas. Elsa aceita dizendo: "O que de pior poderia acontecer mais?".

## Elenco
- Adrien Brody como Clive Nicoli
- Sarah Polley como Elsa Kast
- Delphine Chanéac como Dren
- Brandon McGibbon como Gavin Nicoli
- Simona Maicanescu como Joan Chorot
- David Hewlett como William Barlow
- Abigail Chu como Child Dren